# Liste der Kardinalskreierungen Urbans VIII.

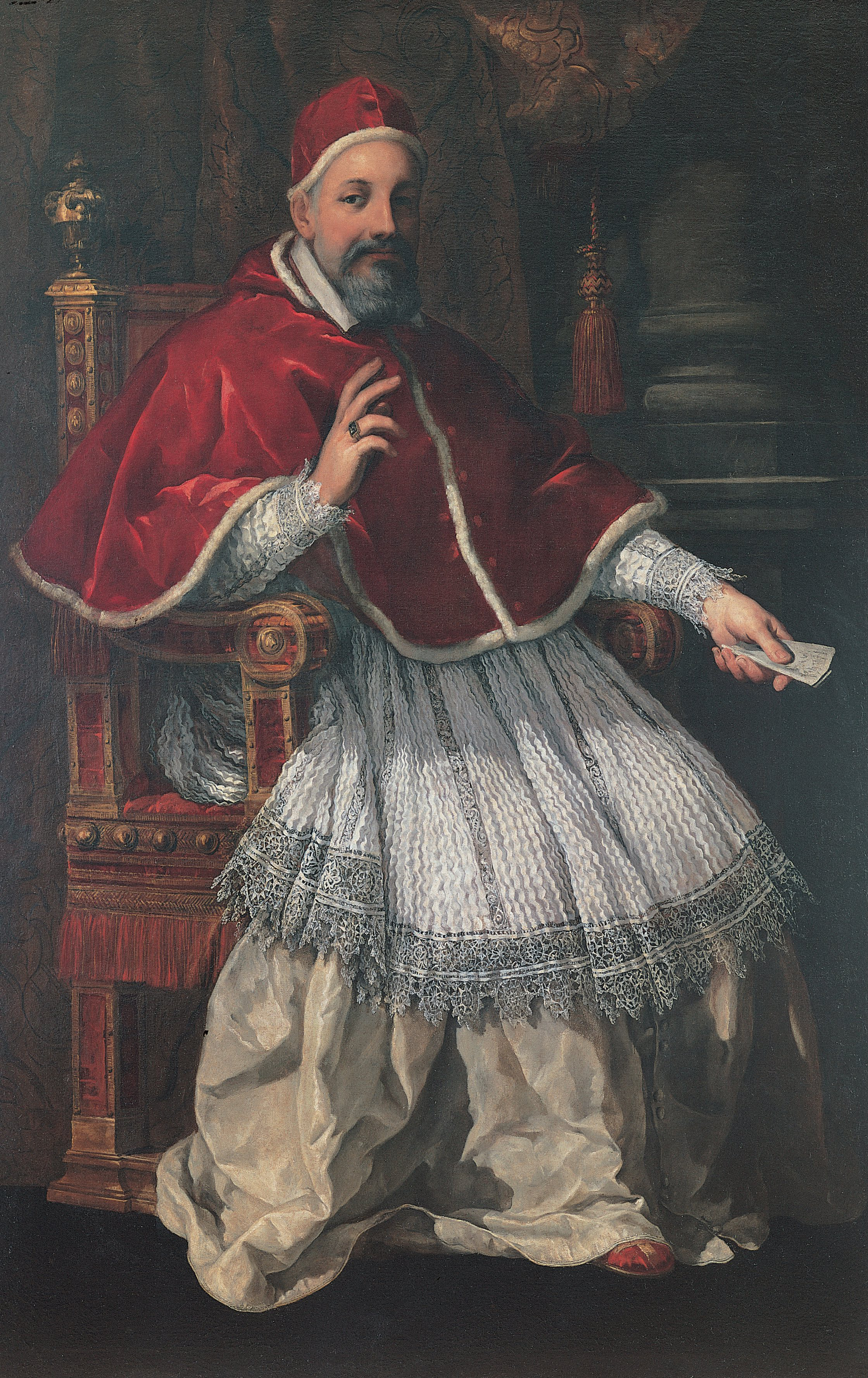
Urban VIII.

Papst Urban VIII. kreierte im Verlauf seines Pontifikates folgende Kardinäle:

## 2. Oktober 1623
- Francesco Barberini

## 7. Oktober 1624
- Antonio Barberini O.F.M.Cap.
- Lorenzo Magalotti
- Pietro Maria Borghese

## 19. Januar 1626
- Luigi Caetani
- Denis-Simon de Marquemont
- Ernst Adalbert von Harrach
- Bernardino Spada
- Laudivio Zacchia
- Berlinghiero Gessi
- Federico Baldissera Bartolomeo Cornaro
- Giulio Cesare Sacchetti
- Giandomenico Spinola
- Giacomo Cavalieri
- Lelio Biscia
- Enrique de Guzmán Haros
- Nicolas François de Lorraine-Vaudémont
- Girolamo Vidoni
- Marzio Ginetti in pectore

## 30. August 1627
- Fabrizio Verospi
- Gil Carrillo de Albornoz
- Pierre de Bérulle CO
- Alessandro Cesarini
- Antonio Barberini
- Girolamo Colonna
- Giovanni Battista Pamphilj
- Giovanni Francesco Guidi di Bagno
- Marzio Ginetti veröffentlicht

## 19. November 1629
- Péter Pázmány SJ
- Antonio Santacroce
- Alphonse-Louis du Plessis de Richelieu
- Giovanni Battista Maria Pallotta
- Gregorio Naro
- Luca Antonio Virili
- Giangiacomo Teodoro Trivulzio
- Diego de Guzmán Haros
- Jan Olbracht Wazy SJ
- Ciriaco Rocci
- Cesare Monti

## 28. November 1633
- Francesco Maria Brancaccio
- Alessandro Bichi
- Ulderico Carpegna
- Stefano Durazzo
- Agostino Oreggi
- Benedetto Ubaldi
- Marcantonio Franciotti

## 16. Dezember 1641
- Francesco Maria Machiavelli
- Ascanio Filomarino
- Marco Antonio Bragadin
- Ottaviano Raggi
- Pierdonato Cesi
- Girolamo Verospi
- Vincenzo Maculani OP
- Francesco Peretti di Montalto
- Giulio Gabrielli
- Jules Raymond Mazarin
- Virginio Orsini
- Rinaldo d’Este

## 13. Juli 1643
- Giovanni Giacomo Panciroli
- Fausto Poli
- Lelio Falconieri
- Gaspare Mattei
- Cesare Facchinetti
- Girolamo Grimaldi-Cavalleroni
- Carlo Rossetti
- Giovanni Battista Altieri der Ältere
- Mario Theodoli
- Francesco Angelo Rapaccioli
- Francesco Adriano Ceva
- Vincenzo Costaguti
- Giovanni Stefano Donghi
- Paolo Emilio Rondinini
- Angelo Giori
- Juan de Lugo y de Quiroga SJ
- Achille d’Estampes de Valençay (Haus Estampes)